# Миледи, Рикардо
Рикардо Миледи (англ. Ricardo Miledi; 15 сентября 1927 — 18 декабря 2017) — мексиканский нейробиолог, известный своими работами, раскрывшими значение кальция в высвобождении нейромедиаторов. Кроме того, он помог создать метод изучения ооцитов лягушки для фармацевтических исследований. Выходец из многодетной семьи, он получил образование и степень доктора медицины в Национальном Автономном Университете Мексики. В процессе обучения он понял, что ему интересна не столько медицина, сколько исследование механизмов действия лекарственных веществ.
Утратив интерес к медицине, Рикардо решил заняться наукой. В Национальном Институте Кардиологии под руководством Артуро Розенблюта он изучал взаимосвязь электрических воздействий с развитием фибрилляции желудочков сердца и приобрёл навыки лабораторной работы.
Лето 1955 года Рикардо Миледи провёл в США, в морской биологической лаборатории Вудс-Хоул, где он изучал кальмаров, устройство и работу их синапсов. Рикардо заметил, что важную роль в передаче импульсов между нервной системой и мышцами играет кальций. В 1956—1957 годах он работал в Австралии, но разрабатывал ту же тему.

В 1958 лауреат Нобелевской премии Бернард Кац предложил ему должность в департаменте биофизики Университетского колледжа Лондона. Исследование ацетилхолина и его рецепторов позволило Миледи описать новый феномен — диффузию нейромедиаторов, при которой стимулируются внесинаптические рецепторы. Дальнейшие работы в этой области привели к созданию концепции нейромодуляции, а исследование нейротропных факторов стало основой работ Миледи по денервации, в ходе которых выяснилось, что глиальные клетки, в особенности шванновские клетки, формирующие оболочку нерва, способны брать на себя функцию разрушенного нерва и выделять нейромедиаторы, сохраняя связь между нервной системой и мышцами.
В начале шестидесятых годов Рикардо Миледи снова заинтересовался ролью кальция и вернулся к изучению синапсов кальмара, начатому в Вудс-Хоул. Он установил, что при отсутствии ионов кальция нервный импульс сохраняется, но не приводит к высвобождению нейромедиаторов. В соавторстве с Бернардом Кацем Миледи опубликовал работу, в которой описывал значительную роль ионов кальция.
В 1970 году Рикардо Миледи был избран членом Лондонского королевского общества. В начале семидесятых годов он часто принимал участие в научных работах в Неаполе — там водились кальмары, отлично подходившие для его исследований. В 1983 он стал одним из членов-основателей Всемирной Академии Наук.
В восьмидесятых годах Миледи, будучи уже профессором Калифорнийского Университета, создал технику микротрансплантации, благодаря которой стало возможно изучать рецепторы, полученные из мозга умерших, в функциональных моделях. Он взял за основу собственные ранние работы с ооцитами лягушки, подтвердившие существование в ооцитах рецепторов к нейромедиаторам. Учёный разработал особый подход, который перевернул представление об изучении рецепторов к препаратам. Теперь гетерологическая экспрессия нейромедиаторных рецепторов в ооцитах — стандартная процедура в научных и промышленных лабораториях.
С девяностых и до смерти в 2017 году Рикардо Миледи был профессором института нейробиологии Национального Автономного Университета Мексики.
Среди его наград — Королевская Медаль (1998), премия Фонда Короля Фейсала (1988), премия Принца Астурийского (1999) и премия Ральфа Джерарда (2010).